# Stephanopus trachyphyloeus
Stephanopus trachyphyloeus är en svampart som först beskrevs av M.M. Moser & E. Horak, och fick sitt nu gällande namn av E. Horak 1980. Stephanopus trachyphyloeus ingår i släktet Stephanopus och familjen spindlingar.   Inga underarter finns listade i Catalogue of Life.